# Transportul feroviar după țară
Această pagină oferă un index al articolelor privind Transportul feroviar după țară și organizațiile internaționale:

## Lista țărilor după mărimea rețelei feroviere
| Loc | Țară                        | Lungime rețea (km) | În data de  | Note                                                                                                  | Lungime rețea electrificată (km)                      | Total lungime istorică rețea (km)                  | Suprafață deservită (km2) pe km rețea | Populație deservită pe km | Nationalizată sau Privată |
| --- | --------------------------- | ------------------ | ----------- | --- | ----------------------------------------------------- | -------------------------------------------------- | ------------------------------------- | ------------------------- | ------------------------- |
| 1   | Statele Unite               | 250000             | 2014        | [ 2 ]                                                                                                 | <1.600                                                | 409.000                                            | 43,71                                 | 1.373                     | Privată                   |
| 2   | Rusia                       | 175236             | 2017        | "Total track operated"                                                                                | 104303                                                |                                                    | 97,57                                 | 819                       | Naționalizată             |
| 3   | China                       | 124000             | 2016        | [ 6 ]                                                                                                 | 80.000                                                |                                                    | 77.4                                  | 11048                     | Naționalizată             |
| 4   | India                       | 68525              | 2016        | "Route length"                                                                                        | 23.883                                                |                                                    | 48,34                                 | 17.796                    | Naționalizată             |
| 5   | Canada                      | 46552              | 2008        | [ 2 ]                                                                                                 | 129                                                   |                                                    | 214,48                                | 716                       | Privată                   |
| 6   | Germania                    | 43468              | 2010        | [ 9 ]                                                                                                 | 19.973                                                | 58.297                                             | 8,22                                  | 1.881                     | Ambele                    |
| 7   | Australia                   | 38445              | 2008        | [ 2 ]                                                                                                 | 2.715                                                 |                                                    | 199,94                                | 572                       | Ambele                    |
| 8   | Brazilia                    | 37743              | (2014)      | | 6988                                                  |                                                    | 299,6                                 | 6986                      | Privată                   |
| 9   | Argentina                   | 36966              | 2008        | [ 2 ]                                                                                                 | 136                                                   | 47000                                              | 77,45                                 | 1117                      | Naționalizată             |
| 10  | Africa de Sud               | 31000              | 2014        | () not verified                                                                                       | 24.800                                                |                                                    | 39,39                                 | 1.742                     | Naționalizată             |
| 11  | Franța                      | 29640              | 2008        | [ 2 ]                                                                                                 | 15.140                                                |                                                    | 21,53                                 | 2201                      | Naționalizată             |
| 12  | Japonia                     | 27182              | 2009        | [ 2 ]                                                                                                 | 16.702                                                |                                                    | 16,10                                 | 5451                      | Privată                   |
| 13  | Italia                      | 26500              | (2011)      | | 16.683                                                |                                                    | 12,46                                 | 2507                      | Ambele                    |
| 14  | Ucraina                     | 22300              | (2010)      | | 9.752                                                 |                                                    | 27,07                                 | 2048                      | Naționalizată             |
| 15  | România                     | 22298              | (2008)      | | 3.971                                                 |                                                    | 10,69                                 | 854                       | Naționalizată             |
| 16  | Polonia                     | 19627              | (2008)      | | 17.358                                                | ~24000 înainte de 1989                             | 15,93                                 | 1946                      | Naționalizată             |
| 17  | Regatul Unit                | 17732              | (2008)      | | 5.328                                                 | 34.000                                             | 15,00                                 | 3825                      | Ambele (francizată)       |
| 18  | Mexic                       | 17166              | 2008        | [ 2 ]                                                                                                 | 22                                                    |                                                    | 114,43                                | 6.697                     | Privată                   |
| 19  | Spania                      | 15947              | (2012)      | [ 14 ]                                                                                                | 9.623                                                 |                                                    | 33,55                                 | 3062                      | Naționalizată             |
| 20  | Kazahstan                   | 15372              | (2010)      | [ 2 ]                                                                                                 | 4.000                                                 |                                                    | 180,71                                | 1.171                     | Naționalizată             |
| 21  | Iran                        | 12998              | (2014)      | [ 15 ] [ 16 ]                                                                                         | 146 (încă 2.200 km în construcție din februarie 2012) |                                                    | 148,41                                | 6816                      | Naționalizată             |
| 22  | Suedia                      | 12821              | (2010)      | | 7.918                                                 |                                                    | 35,12                                 | 732                       | Naționalizată             |
| 23  | Turcia                      | 12000              | (2011)      | [ 17 ]                                                                                                | 3.159                                                 |                                                    | 71,29                                 | 6708                      | Naționalizată             |
| 24  | Cehia                       | 9487               | (2008)      | | 2.592                                                 |                                                    | 8.31                                  | 1111                      | Naționalizată             |
| 25  | Indonesia                   | 8529               | (2008)      | [ 2 ]                                                                                                 | 550                                                   |                                                    | 223,31                                | 27853                     | Naționalizată             |
| 26  | Ungaria                     | 7942               | (2008)      | |                                                       |                                                    | 11,71                                 | 1257                      | Naționalizată             |
| 27  | Pakistan                    | 7791               | 2015        | [ 19 ]                                                                                                | 286 (currently inactive)                              |                                                    | 102,18                                | 22759                     | Naționalizată             |
| 28  | Egipt                       | 6700               | (2010)      | |                                                       |                                                    | 149,47                                | 12075                     |                           |
| 29  | Finlanda                    | 5919               | (2008)      | [ 2 ]                                                                                                 | 3.067                                                 |                                                    | 57,13                                 | 911                       | Naționalizată             |
| 30  | Chile                       | 5898               | (2006)      | |                                                       |                                                    | 128.2                                 | 2931                      |                           |
| 31  | Austria                     | 5927               | (2008)      | [ 2 ]                                                                                                 | 3.863                                                 |                                                    | 14,57                                 | 1460                      | Ambele                    |
| 32  | Belarus                     | 5537               | 2008        | [ 2 ]                                                                                                 | 874                                                   |                                                    | 37,81                                 | 1731                      |                           |
| 33  | Sudan                       | 5478               | (2006)      | |                                                       |                                                    | 339,81                                | 5640                      |                           |
| 34  | Coreea de Sud               | 5242               | (2009)      | [ 2 ]                                                                                                 | 2.522                                                 |                                                    | 19,08                                 | 9348                      | Naționalizată             |
| 35  | Coreea de Nord              | 5235               | (2006)      | [ 2 ]                                                                                                 | ~3.500                                                |                                                    | 23,03                                 | 4595                      | Naționalizată             |
| 36  | Elveția                     | 5232               | 2012        | [ 20 ]                                                                                                | 5.232                                                 | ca. 5.232                                          | 7,89                                  | 1.532                     | Majoritar privatizată     |
| 37  | Cuba                        | 5076               | (2007)      | |                                                       |                                                    | 21,84                                 | 2215                      |                           |
| 38  | Turkmenistan                | 4980               | (2014)      | |                                                       |                                                    | 153,44                                | 1585                      |                           |
| 40  | Algeria                     | 4175               | (2014)      | [ 2 ]                                                                                                 | 283                                                   |                                                    | 551,83                                | 9391                      |                           |
| 39  | Uzbekistan                  | 4280               | (2011)      | |                                                       |                                                    | 105,77                                | 6488                      |                           |
| 41  | Bulgaria                    | 4159               | (2008)      | [ 2 ]                                                                                                 | 2.831                                                 |                                                    | 26,66                                 | 1771                      |                           |
| 42  | Noua Zeelandă               | 4128               | (2006)      | [ 2 ]                                                                                                 |                                                       |                                                    | 64,64                                 | 1070                      |                           |
| 43  | Norvegia                    | 4114               | (2008)      | | 2622                                                  |                                                    | 78,71                                 | 1209                      | Naționalizată             |
| 44  | Thailanda                   | 4507               | (2017)      | [ 2 ]                                                                                                 | 107                                                   |                                                    | 126,04                                | 16084                     |                           |
| 45  | Republica Democratică Congo | 4007               | (2008)      | |                                                       |                                                    | 585,19                                | 16463                     |                           |
| 46  | Myanmar (Burma)             | 3955               | (2006)      | [ 2 ]                                                                                                 |                                                       |                                                    | 171,07                                | 12127                     |                           |
| 47  | Serbia                      | 3809               | (2008)      | |                                                       |                                                    | 20,34                                 | 1918                      | Naționalizată             |
| 48  | Slovacia                    | 3658               | (2010)      | | 1577                                                  |                                                    | 13.4                                  | 1486                      |                           |
| 49  | Nigeria                     | 3528               | (2006)      | |                                                       |                                                    | 261,84                                | 44904                     |                           |
| 50  | Irlanda                     | 3237               | (2008)      | | 53                                                    | 5600                                               | 21,71                                 | 1424                      | Naționalizată             |
| 51  | Belgia                      | 3233               | (2008)      | [ 2 ]                                                                                                 | 2.950                                                 | Peste 5000 (10.000 incluzând tramvaiele regionale) | 8,69                                  | 3108                      | Naționalizată             |
| 52  | Vietnam                     | 3147               | (2007)      | |                                                       |                                                    | 105,25                                | 27765                     |                           |
| 53  | Mozambic                    | 3116               | (2008)      | |                                                       |                                                    | 256,54                                | 6604                      |                           |
| 54  | Olanda                      | 3013               | (2015)      | [ 21 ] [ 22 ]                                                                                         | 2.303                                                 |                                                    | 13,71                                 | 5576                      | Semi privatizată          |
| 55  | Zimbabwe                    | 3000               | (2010)      | | 313                                                   |                                                    | 130,25                                | 4190                      | Naționalizată             |
| 56  | Uruguay                     | 2993               | (2006)      | |                                                       |                                                    | 58,88                                 | 1121                      |                           |
| 57  | Croația                     | 2974               | (2009)      | | 1228                                                  |                                                    | 19,03                                 | 1443                      |                           |
| 58  | Azerbaidjan                 | 2918               | (2009)      | [ 2 ]                                                                                                 | 1.278                                                 |                                                    | 29,68                                 | 3207                      |                           |
| 59  | Bolivia                     | 2866               | (2007)      | |                                                       |                                                    | 383,32                                | 3638                      |                           |
| 60  | Bangladesh                  | 2835               | (2008)      | |                                                       |                                                    | 50,79                                 | 53392                     |                           |
| 61  | Portugalia                  | 2794               | (2013)      | | 1.629                                                 |                                                    | 33.0                                  | 3594                      | Naționalizată             |
| 62  | Kenya                       | 2778               | (2010)      | |                                                       |                                                    | 208,92                                | 13899                     |                           |
| 63  | Angola                      | 2761               | (2006)      | [ 2 ]                                                                                                 |                                                       | 2.764                                              | 451,54                                | 6911                      |                           |
| 64  | Tanzania                    | 2722               | (2006)      | |                                                       |                                                    | 348,02                                | 15866                     |                           |
| 65  | Danemarca                   | 2667               | (2008)      | | 640                                                   |                                                    | 16,16                                 | 2086                      | Naționalizată             |
| 66  | Grecia                      | 2552               | (2012)      | |                                                       |                                                    | 51,73                                 | 4229                      |                           |
| 67  | Namibia                     | 2382               | (2006)      | [ 2 ]                                                                                                 |                                                       |                                                    | 346,05                                | 877                       |                           |
| 68  | Letonia                     | 2269               | (2007)      | |                                                       |                                                    | 28,47                                 | 978                       |                           |
| 69  | Tunisia                     | 2218               | (2007)      | |                                                       |                                                    | 73,76                                 | 4756                      |                           |
| 70  | Siria                       | 2139               | (2008)      | |                                                       |                                                    | 86,57                                 | 11078                     |                           |
| 71  | Irak                        | 2032               | (2006)      | |                                                       |                                                    | 215,71                                | 15587                     |                           |
| 72  | Peru                        | 2020               | (2008)      | |                                                       |                                                    | 636,25                                | 14585                     |                           |
| 73  | Maroc                       | 1989               | (2008)      | |                                                       |                                                    | 224,51                                | 16227                     |                           |
| 74  | Malaysia                    | 1849               | (2010)      | [ 2 ]                                                                                                 | 207                                                   |                                                    | 178,40                                | 15324                     |                           |
| 75  | Mongolia                    | 1810               | (2008)      | |                                                       |                                                    | 864,15                                | 1560                      |                           |
| 76  | Lituania                    | 1766               | (2007)      | |                                                       |                                                    | 36,98                                 | 1824                      |                           |
| 77  | Taiwan                      | 1703               | (2012)      | [ 24 ]                                                                                                | 1.300                                                 | 5.000                                              | 21,25                                 | 13638                     | Ambele                    |
| 78  | Columbia                    | 1663               | (2007)      | |                                                       |                                                    | 648,85                                | 27770                     |                           |
| 79  | Georgia                     | 1513               | (2007)      | |                                                       |                                                    | 46,07                                 | 2932                      |                           |
| 80  | Sri Lanka                   | 1508               | (2010)      | |                                                       |                                                    | 43,51                                 | 13696                     |                           |
| 81  | Arabia Saudită              | 1412               | (2007)      | |                                                       |                                                    | 1522,44                               | 19219                     |                           |
| 82  | Israel                      | 1277               | (2015)      | [ 25 ]                                                                                                | 0                                                     |                                                    | 16,26                                 | 6628                      | Naționalizată             |
| 83  | Zambia                      | 1237               | (2006)      | |                                                       |                                                    | 608,42                                | 10547                     |                           |
| 84  | Slovenia                    | 1228               | (2007)      | |                                                       |                                                    | 16,51                                 | 1672                      |                           |
| 85  | Moldova                     | 1156               | (2008)      | |                                                       |                                                    | 29,28                                 | 3083                      |                           |
| 86  | Bosnia și Herțegovina       | 1103               | (2007)      | [ 2 ]                                                                                                 | 392                                                   |                                                    | 46,42                                 | 3484                      |                           |
| 87  | Camerun                     | 974                | (2007)      | |                                                       |                                                    | 488,13                                | 19924                     |                           |
| 88  | Ecuador                     | 966                | (2006)      | [ 2 ]                                                                                                 |                                                       |                                                    | 293,54                                | 14810                     |                           |
| 89  | Ghana                       | 953                | (2006)      | |                                                       |                                                    | 250,30                                | 25429                     |                           |
| 90  | Senegal                     | 906                | (2004)      | |                                                       |                                                    | 217,13                                | 13724                     |                           |
| 91  | Botswana                    | 888                | (2007)      | |                                                       |                                                    | 655,10                                | 2027                      |                           |
| 92  | Guatemala                   | 885                | (2004)      | Neoperate din 2006                                                                                    |                                                       |                                                    | 123,04                                | 16228                     | Privată                   |
| 93  | Madagascar                  | 854                | (2007)      | |                                                       |                                                    | 687,40                                | 24255                     |                           |
| 94  | Armenia                     | 869                | (2012)      | [ 2 ]                                                                                                 | 818                                                   |                                                    | 35,20                                 | 3863                      |                           |
| 95  | Guinea                      | 837                | (2006)      | [ 2 ]                                                                                                 |                                                       |                                                    | 293,74                                | 11926                     |                           |
| 96  | Estonia                     | 2164               | (2014)      | | 132                                                   |                                                    | 20,95                                 | 608                       | Ambele                    |
| 97  | Gabon                       | 810                | (2007)      | |                                                       |                                                    | 330,45                                | 1858                      |                           |
| 98  | Malawi                      | 797                | (2007)      | |                                                       |                                                    | 148,66                                | 18696                     |                           |
| 99  | Republica Congo             | 795                | (2006)      | |                                                       |                                                    | 430,19                                | 5086                      |                           |
| 100 | Djibouti                    | 92                 | (2016)      | [ 26 ]                                                                                                |                                                       | 80                                                 | 252,17                                | 9203                      |                           |
| 101 | Benin                       | 758                | (2006)      | |                                                       |                                                    | 148,58                                | 11581                     |                           |
| 102 | Mali                        | 733                | (2002)      | |                                                       |                                                    | 1691,94                               | 19805                     |                           |
| 103 | Mauritania                  | 728                | (2008)      | |                                                       |                                                    | 1415,80                               | 4753                      |                           |
| 104 | Honduras                    | 699                | (2006)      | [ 2 ]                                                                                                 |                                                       |                                                    | 160,36                                | 11753                     |                           |
| 105 | Macedonia                   | 699                | (2007)      | |                                                       |                                                    | 36,79                                 | 2943                      |                           |
| 106 | Etiopia                     | 659                | (2016)      | [ 27 ]                                                                                                | 659                                                   | 784                                                | 1675,72                               | 150935                    |                           |
| 107 | Cambodgia                   | 650                | (2003)      | |                                                       |                                                    | 278,52                                | 20609                     |                           |
| 108 | Coasta de Fildeș            | 639                | (2007)      | |                                                       |                                                    | 504,64                                | 30889                     |                           |
| 109 | Burkina Faso                | 622                | (2006)      | |                                                       |                                                    | 440,84                                | 25291                     |                           |
| 110 | Tadjikistan                 | 616                | (2007)      | |                                                       |                                                    | 232,31                                | 11167                     |                           |
| 111 | Fiji                        | 597                | (2006)      | [ 2 ]                                                                                                 |                                                       |                                                    | 30,61                                 | 1442                      |                           |
| 112 | Togo                        | 568                | (2006)      | [ 2 ]                                                                                                 |                                                       |                                                    | 99,97                                 | 10613                     |                           |
| 113 | El Salvador                 | 562                | (2007)      | |                                                       |                                                    | 37,44                                 | 10221                     |                           |
| 114 | Republica Dominicană        | 517                | (2006)      | [ 2 ]                                                                                                 |                                                       |                                                    | 94,14                                 | 18141                     |                           |
| 115 | Liberia                     | 490                | (2006)      | [ 2 ]                                                                                                 |                                                       |                                                    | 227,28                                | 8151                      |                           |
| 116 | Filipine                    | 479                | (2008)      | în martie 2013 doar 80 km folosiți (43 km între Tututban -Sta. Rosa și 37 km între Sipocot-Naga City) |                                                       |                                                    | 626,30                                | 196270                    |                           |
| 117 | Albania                     | 423                | (2007)      | |                                                       |                                                    | 67,96                                 | 7553                      |                           |
| 118 | Kârgâzstan                  | 417                | (2007)      | |                                                       |                                                    | 479,50                                | 12860                     |                           |
| 119 | Liban                       | 401                | (2006)      | [ 2 ]                                                                                                 |                                                       |                                                    | 25,94                                 | 10544                     |                           |
| 120 | Panama                      | 355                | (2006)      | [ 2 ]                                                                                                 |                                                       |                                                    | 212,45                                | 9594                      |                           |
| 121 | Venezuela                   | 336                | (2006)      | |                                                       |                                                    | 2714,43                               | 87458                     |                           |
| 122 | Eritrea                     | 306                | (2006)      | [ 2 ]                                                                                                 |                                                       |                                                    | 384,31                                | 17170                     |                           |
| 123 | Swaziland                   | 301                | (2008)      | |                                                       |                                                    | 57,69                                 | 3940                      |                           |
| 124 | Costa Rica                  | 278                | (2007)      | [ 2 ]                                                                                                 |                                                       |                                                    | 183,81                                | 16416                     |                           |
| 125 | Luxembourg                  | 274                | (2007)      | |                                                       |                                                    | 9.40                                  | 1826                      | Naționalizată             |
| 126 | Emiratele Arabe Unite       | 264                | (2013)      | |                                                       |                                                    | 316                                   | 21.893                    | Privată                   |
| 127 | Jamaica                     | 65                 | (2003)      | [ 2 ]                                                                                                 |                                                       |                                                    | 40,41                                 | 9948                      |                           |
| 128 | Uganda                      | 1244               | (2002)      | |                                                       |                                                    | 930,65                                | 122780                    |                           |
| 129 | Iordania                    | 507                | (2007)      | |                                                       |                                                    | 355,94                                | 24649                     |                           |
| 130 | Muntenegru                  | 250                | (2008)      | |                                                       |                                                    | 55,47                                 |                           |                           |
| 131 | Hong Kong (PRC)             | 210                |             | [ 28 ]                                                                                                |                                                       |                                                    |                                       |                           |                           |
| 132 | Singapore                   | 160.6              | (2012)      | [ 29 ]                                                                                                |                                                       |                                                    | 3.94                                  | 28682                     |                           |
| 133 | Guyana                      | 127,2              | (2001 est.) | [ 2 ]                                                                                                 |                                                       |                                                    | 1149,57                               | 4197                      |                           |
| 134 | Suriname                    | 166                | (2001)      | [ 2 ]                                                                                                 |                                                       |                                                    | 986,87                                | 3163                      |                           |
| 135 | Puerto Rico (US)            | 17,2               | (2006)      | [ 2 ]                                                                                                 |                                                       |                                                    | 143,65                                | 38810                     |                           |
| 136 | Sierra Leone                | 84                 | (2001)      | [ 2 ]                                                                                                 |                                                       |                                                    | 854,05                                | 69857                     |                           |
| 137 | Afghanistan                 | 75                 | (2011)      | [ 30 ]                                                                                                |                                                       |                                                    | 8696,40                               | 418827                    |                           |
| 138 | Nepal                       | 59                 | (2006)      | [ 2 ]                                                                                                 |                                                       |                                                    | 2494,59                               | 484491                    |                           |
| 139 | Sfântul Cristofor și Nevis  | 58                 | (2006)      | [ 2 ]                                                                                                 |                                                       |                                                    | 5.22                                  | 1040                      |                           |
| 140 | Paraguay                    | 38                 | (2006)      | [ 2 ]                                                                                                 |                                                       |                                                    | 11298,67                              | 173056                    |                           |
| 141 | Brunei                      | 13                 | (2001 est.) | [ 2 ]                                                                                                 |                                                       |                                                    | 443,46                                | 30692                     |                           |
| 142 | Liechtenstein               | 9,5                | (2006)      | [ 2 ]                                                                                                 |                                                       |                                                    | 17,78                                 | 4017                      |                           |
| 143 | Nauru                       | 3,9                | (2001)      | [ 2 ]                                                                                                 |                                                       |                                                    | 4.20                                  | 2000                      |                           |
| 144 | Sahara de Vest              | 5                  | (2008)      | |                                                       |                                                    | 53200,00                              | 106200                    |                           |
| 145 | Laos                        | 3,5                | (2005)      | |                                                       |                                                    | 59200,00                              | 1557550                   |                           |
| 146 | Monaco                      | 1,7                | (2012)      | [ 2 ]                                                                                                 | 1,7                                                   |                                                    | 1,18                                  | 20588                     |                           |
| 147 | Lesotho                     | 1,6                | (1995)      | [ 2 ]                                                                                                 |                                                       |                                                    | 10118,33                              | 723667                    |                           |
| 149 | Vatican                     | 1,27               | (cca. 2001) | | 0                                                     |                                                    | 0,52                                  | 969                       |                           |
|     | Toată lumea                 | 1.370.782          | (2006)      | [ 2 ]                                                                                                 |                                                       |                                                    | 372,12                                | 4814                      |                           |

1. ↑  În 2014, Network Rail, care deține infrastructura feroviară în Regatul unit a fost reclasificată ca "entitate publică" și datoriile sale sunt acum incluse în datoria națională.[31] Firmele private oferă majoritatea serviciilor de călători sub contracte cu guvernul.

## Lista țărilor care nu au rețele feroviare
- Andorra
- Bhutan
- Cipru – între 1905 - 1951
- Guinea-Bissau
- Islanda – vezi transportul feroviar în Islanda pentru căile ferate vechi și cele viitoare propuse
- Kuwait – rețea feroviară planificată
- Libia – între 1912 -1965; (rețeaua în construcție în 2008-2011, dar lucrările au stagnat)
- Macao – o rețea feroviară ușoară este în construcție.[32] Există, de asemenea, o telecabină scurtă pe Monte da Guia
- Malta – rețea feroviară existentă între 1883 - 1931
- Insulele Marshall
- Mauritius – anii 1860 - anii 1960
- Micronezia
- Niger – vedeți transportul feroviar în Niger pentru propuneri. O cale ferată pare a fi în construcție în 2014.
- Oman – planificată
- Papua Noua Guinee – planificată
- Qatar – planificată
- Rwanda – planificată
- San Marino –  o rețea feroviară electrică a legat Rimini (Italia) și de orașul San Marino până în 1944
- Insulele Solomon
- Somalia – o cale ferată Mogadishu-Villabruzzi a existat între 1914 și 1941
- Suriname
- Timorul de Est
- Tonga
- Trinidad și Tobago – Căile Ferate din Trinidad au existat din 1876 până în 1968; o cale ferată de mare viteză este planificată
- Tuvalu
- Vanuatu –  fost Efate
- Yemen – planificată

## Lista țărilor care au rețele feroviare, grupate după continent sau regiune

### Africa
Transportul feroviar în Africa este relativ nedezvoltat, cu căi ferate funcționale lungi de cca. 50.000 km la sfârșitul anului 2014, ceea ce reprezintă 5% din totalul mondial, în timp ce continentul are aproximativ 15% din populație și 22% din suprafața de teren la nivel mondial. Căile ferate din Africa de Sud reprezintă 36% din liniile africane exploatate. 
| Țară (alfabetic.) | Societate CF     | Rețea (km) | Pasageri (milioane) | Pasageri (Mvk) | Călătorie medie (km) | Marfă (Mtk) | Ecartament (mm) |
| ----------------- | ---------------- | ---------- | ------------------- | -------------- | -------------------- | ----------- | --------------- |
| Africa de Sud     | PRASA, Transnet, | 20 384     | 531**               | 10 000         | 18                   | 108 510     | 1067            |
| Algeria           | SNTF             | 4573       | 31                  | 1.141          | 37                   | 1.235       | 1055, 1435      |
| Angola            | CFB, CFM         | 2199       |                     |                |                      |             | 1067            |
| Benin             | OCBN             | 470        |                     |                |                      |             | 1000            |
| Botswana          | BR               | 557        |                     |                |                      |             | 1067            |
| Burkina           | Sitarail         | 495        |                     | 10             |                      | 675         | 1000            |
| Camerun           | Camrail          | 1104       | 2                   | 494            | 247                  | 1.114       | 1000            |
| Congo             | CFCO             | 509        |                     |                |                      |             | 1067            |
| RDCongo           | SNCC             | 4128       |                     |                |                      |             | 1067            |
| Coasta de Fildeș  | Sitarail         | 1260       | 0,04                | 10             | 250                  | 647         | 1000            |
| Djibouti          | CFDE             | 108        |                     |                |                      |             | 1000            |
| Egipt             | ENR              | 5063       | 24                  | 1.280          | 53                   | 1.592       | 1435            |
| Eritreea          | EA               | 118        |                     |                |                      |             | 950             |
| Etiopia           | CFDE             | 691        |                     |                |                      |             | 1000            |
| Gabon             | TG               | 731        |                     |                |                      |             | 1435            |
| Ghana             | GRC              | 953        |                     |                |                      |             | 1067            |
| Guineea           | ONCFG            | 36         |                     |                |                      |             | 1000            |
| Guineea           | CBG              | 281        |                     |                |                      |             | 1435            |
| Kenya             | KRC              | 2778       |                     |                |                      |             | 1000            |
| Lesotho           | ?                | 1,6        |                     |                |                      |             | 1067            |
| Malawi            | CEAR             | 797        |                     |                |                      |             | 1067            |
| Mali              | Transrail        | 641        |                     |                |                      |             | 1000            |
| Maroc             | ONCF             | 3 657      | 39                  | 5 300          | 136                  | 5 800       | 1.435           |
| Namibia           | TN               | 2382       |                     |                |                      |             | 1067            |
| Nigeria           | NRC              | 3551       |                     |                |                      |             | 1067            |
| Uganda            | RVRC             | 200        |                     |                |                      |             | 1000            |
| Senegal           | Transrail        | 683        |                     |                |                      |             | 1000            |
| Sudan             | SRC              | 4750       | 0,10                | 7              | 70                   | 33          | 1067            |
| Swaziland         | SR               | 302        |                     |                |                      |             | 1067            |
| Tanzania          | TRC TAZARA       | 2364, 969  |                     | 432            |                      | 1.195       | 1000, 1067      |
| Tunisia           | SNCFT            | 1907       | 36,3                | 1.113          | 31                   | 2.024       | 1000, 1435      |
| Zambia            | ZR TAZARA        | 1014, 861  |                     |                |                      |             | 1067, 1067      |
| Zimbabwe          | NRZ BBR          | 2042 317   |                     |                |                      |             | 1067, 1067      |

```
 * Mvk : milioane de călători x kilometri
 * Mtk : milioane de tone x kilometri
 ** Cifrele includ statistici pentru transportul intra-urban Metrorail și Gautrain
```

Africa Răsăriteană
- Burundi: vezi Transportul feroviar în Burundi
- Comore: vezi Transportul feroviar în Comoroe
- Djibouti: vezi Transportul feroviar în Djibouti
- Eritrea: vezi Transportul feroviar în Eritrea
- Etiopia: vezi Transportul feroviar în Etiopia
- Kenya: vezi Transportul feroviar în Kenya
- Rwanda: vezi Transportul feroviar în Rwanda
- Seychelles: vezi Transporturile în Seychelles
- Somalia: vezi Transportul feroviar în Somalia
- Tanzania: vezi Transportul feroviar în Tanzania
- Uganda: vezi Transportul feroviar în Uganda

Africa Centrală
- Camerun: vezi Transportul feroviar în Camerun
- Republica Centrafricană: vezi Transporturile în Republica Centrafricană
- Republica Democrată Congo: vezi Transportul feroviar în Republica Democrată Congo
- Republica Congo: vezi Transportul feroviar în Republica Congo
- Guineea Ecuatorială: vezi Transportul feroviar în Guineea Ecuatorială
- Gabon: vezi Transportul feroviar în Gabon
- São Tomé și Príncipe: vezi Transporturile în São Tomé și Príncipe

Africa Nordică

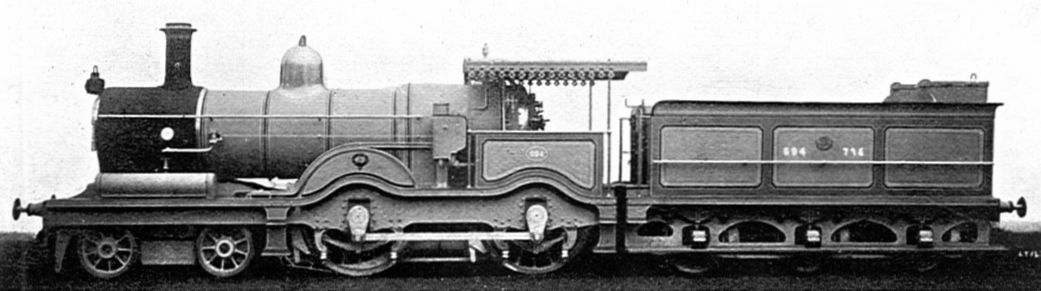
Locomotivă 4-4-0 no. 694, construită de North British Locomotive Company, Scoția pentru Căile Ferate Egiptene în 1905-06

- Algeria: vezi Transportul feroviar în Algeria și SNTF
- Egipt: vezi Transportul feroviar în Egipt
- Libia: vezi Transportul feroviar în Libia
- Maroc: vezi Transportul feroviar în Maroc
- Sudan: vezi Transportul feroviar în Sudan
- Tunisia: vezi Transportul feroviar în Tunisia
- Sahara Occidentală: vezi Transporturile în Sahara Occidentală

Africa Sudică
- Angola: vezi Rail transport in Angola
- Botswana: vezi Rail transport in Botswana
- Lesotho: vezi Transportul feroviar în Lesotho
- Madagascar: vezi Transportul feroviar în Madagascar
- Malawi: vezi Transportul feroviar în Malawi
- Mauritius: vezi Transportul feroviar în Mauritius
- Mozambique: vezi Mozambique Ports and Railways
- Namibia: vezi Transportul feroviar în Namibia
- Réunion: vezi Transporturile în Réunion
- Africa de Sud: vezi Transportul feroviar în Africa de Sud. Este cea mai dezvoltată din Africa. Prima rută a fost deschisă la 26 iunie 1860.
- Swaziland: vezi Swazi Rail
- Zambia: vezi Transportul feroviar în Zambia
- Zimbabwe: vezi Transportul feroviar în Zimbabwe

Africa Occidentală
- Benin: vezi Transportul feroviar în Benin
- Burkina Faso: vezi Transportul feroviar în Burkina Faso
- Capul Verde: Nu există transport feroviar în Capul Verde.
- Ciad: vezi Transportul feroviar în Ciad
- Côte d'Ivoire: vezi Transportul feroviar în Côte d'Ivoire
- Gambia: vezi Transporturile în Gambia
- Ghana: vezi Transportul feroviar în Ghana
- Guinea: vezi Transportul feroviar în Guinea
- Guinea-Bissau: vezi Transporturile în Guinea-Bissau
- Liberia: vezi Transporturile în Liberia
- Mali: vezi Transportul feroviar în Mali
- Mauritania: vezi Transportul feroviar în Mauritania
- Niger: vezi Transportul feroviar în Niger
- Nigeria: vezi Transportul feroviar în Nigeria
- Sfânta Elena: vezi Transportul feroviar în Sfânta Elena
- Senegal: vezi Transportul feroviar în Senegal
- Sierra Leone: vezi Transportul feroviar în Sierra Leone
- Togo: vezi Transportul feroviar în Togo

### Asia/Pacific

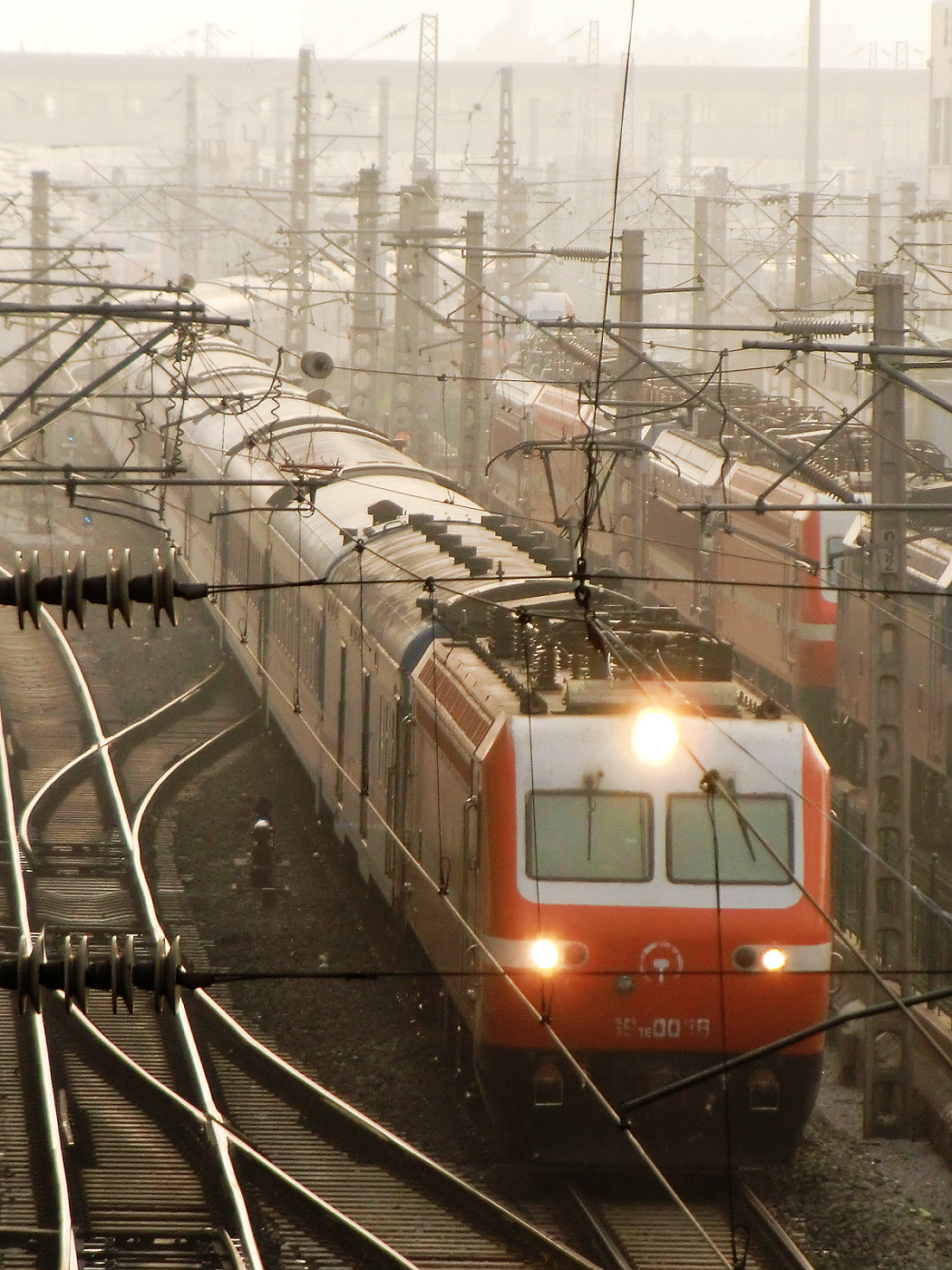
Un tren din China

- Afganistan: vezi Transportul feroviar în Afganistan
- Australia: vezi Transportul feroviar în Australia
- Bangladesh: vezi Transportul feroviar în Bangladesh
- Cambodgia: vezi Transportul feroviar în Cambodgia
- Republica Populară Chineză: vezi Transportul feroviar în Republica Populară Chineză
  - Hong Kong: vezi Transportul feroviar în Hong Kong
- Fiji: vezi Transportul feroviar în Fiji
- India: vezi Transportul feroviar în India
- Indonezia: vezi Transportul feroviar în Indonezia
- Japonia: vezi Transportul feroviar în Japonia
- Malaysia: vezi Transportul feroviar în Malaysia
- Nauru: vezi Transportul feroviar în Nauru
- Noua Zeelandă: vezi Transportul feroviar în Noua Zeelandă
- Pakistan: vezi Transportul feroviar în Pakistan
- Filipine: vezi Transportul feroviar în Filipine
- Republica Chineză (Taiwan): vezi Transportul feroviar în Taiwan
- Singapore: vezi Transportul feroviar în Singapore
- Coreea de Sud: vezi Transportul feroviar în Coreea de Sud
- Sri Lanka: vezi Transportul feroviar în Sri Lanka
- Tailanda: vezi Transportul feroviar în Tailanda
- Vietnam: vezi Transportul feroviar în Vietnam

### Orientul Mijlociu
- Iran: vezi Transportul feroviar în Iran
- Irak: vezi Transportul feroviar în Irak
- Israel: vezi Transportul feroviar în Israel
- Iordania: vezi Transporturile în Iordania
- Kuweit: vezi Transporturile în Kuweit
- Liban: vezi Transportul feroviar în Liban
- Arabia Saudită: vezi Transportul feroviar în Arabia Saudită
- Siria: vezi Transportul feroviar în Siria
- Emiratele Arabe Unite: vezi Transportul feroviar în Emiratele Arabe Unite
- Yemen: vezi Transportul feroviar în Yemen

### Europa
Materiale media legate de Transportul feroviar în Europa la Wikimedia Commons
     750 V DC
     1.5 kV DC
     3 kV DC
     15 kV, 16.7 Hz AC
     25 kV, 50 Hz AC
     Neelectrificat

Sisteme europene de electrificare:
750 V DC
1.5 kV DC
3 kV DC
15 kV, 16.7 Hz AC
25 kV, 50 Hz AC
Neelectrificat

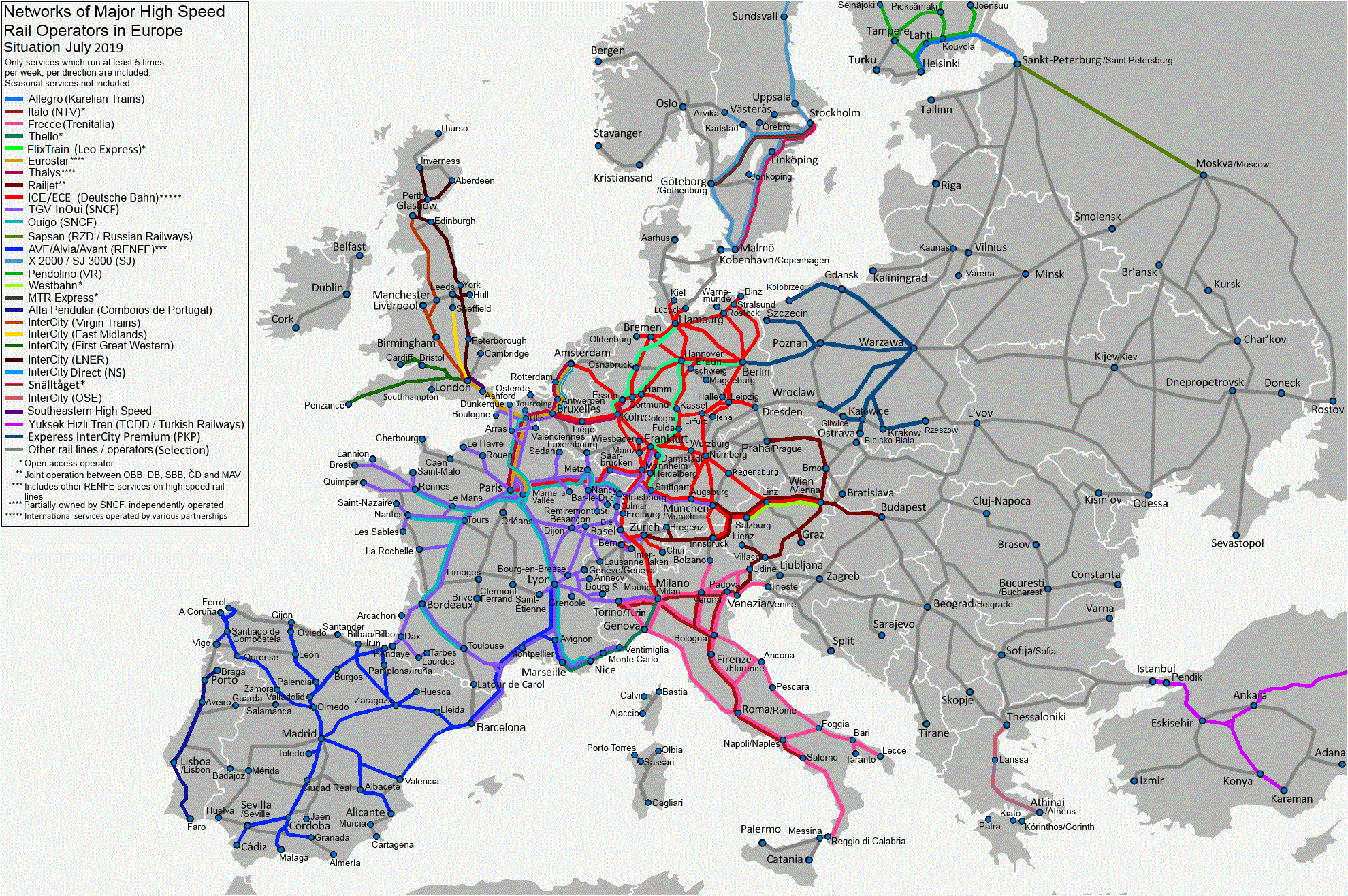

- Albania: vezi Transportul feroviar în Albania
- Andorra: vezi Transportul feroviar în Andorra
- Austria: vezi Transportul feroviar în Austria
- Belarus: vezi Transporturile în Belarus
- Belgia: vezi Transportul feroviar în Belgia și NMBS/SNCB
- Bosnia și Herțegovina: vezi Transportul feroviar în Bosnia și Herțegovina
- Bulgaria: vezi BDZ
- Republica Cehă: vezi Transporturile în Republica Cehă și České dráhy
- Croația: vezi Croatian Railways
- Danemarca: vezi Transportul feroviar în Danemarca și DSB
- Estonia: vezi Transportul feroviar în Estonia
- Finlanda: vezi Transportul feroviar în Finlanda
- Franța: vezi Transportul feroviar în Franța sau SNCF
- Germania: vezi Transportul feroviar în Germania și Deutsche Bahn
- Grecia: vezi TrainOSE, Căile Ferate Elene și Companii elene de cale ferată
- Ungaria: vezi Hungarian State Railways
- Insula Man: vezi Transportul feroviar în Insula Man
- Italia: vezi Transportul feroviar în Italia și Trenitalia
- Liechtenstein: vezi Transportul feroviar în Liechtenstein
- Lituania: vezi Transportul feroviar în Lituania
- Luxemburg: vezi Rail transport in Luxembourg
- Malta: vezi Transportul feroviar în Malta
- Republica Moldova: vezi CFM și Transport feroviar în Republica Moldova
- Muntenegru: vezi Transportul feroviar în Muntenegru
- Olanda: vezi Transportul feroviar în Olanda, Trenurile din Olanda și Nederlandse Spoorwegen
- Norvegia: vezi Transportul feroviar în Norvegia și NSB
- Polonia: vezi Transportul feroviar în Polonia și PKP
- Portugalia: vezi Transportul feroviar în Portugalia, Comboios de Portugal și REFER
- Irlanda: vezi Transportul feroviar în Irlanda
- România: vezi CFR și Transportul feroviar în România

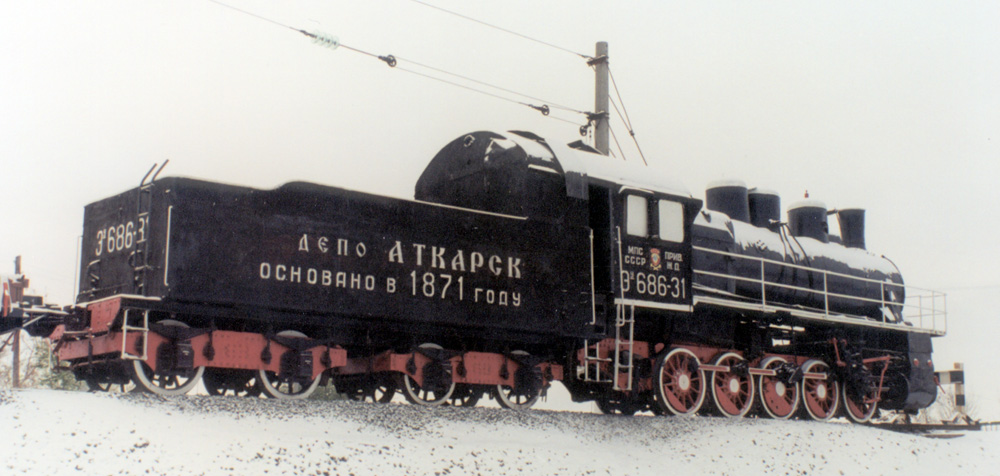
Locomotivă rusească

- Rusia: vezi Transportul feroviar în Rusia
- Serbia: vezi Transportul feroviar în Serbia
- Slovacia: vezi Transportul feroviar în Slovacia
- Slovenia: vezi Transportul feroviar în Slovenia
- Uniunea Sovietică: vezi Transporturile în Uniunea Sovietică
- Spania: vezi Transportul feroviar în Spania
- Suedia: vezi Transportul feroviar în Suedia și SJ AB
- Elveția: vezi Transportul feroviar în Elveția
- Turcia: vezi TCDD și Transportul feroviar în Turcia
- Ucraina: vezi Transportul feroviar în Ucraina
- Regatul Unit: 
  - Pentru Marea Britanie: vezi Transportul feroviar în Marea Britanie
  - Pentru Irlanda de Nord: vezi Transportul feroviar în Irlanda
  - vezi și Calea ferată urbană din Marea Britanie (Commuter)

### America de Nord
Materiale media legate de Transportul feroviar în America de Nord la Wikimedia Commons

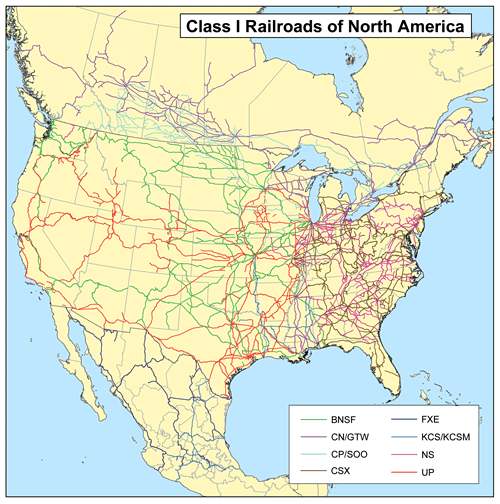

- Canada: vezi Transportul feroviar în Canada
- Mexic: vezi Transportul feroviar în Mexic
- Statele Unite: vezi Transportul feroviar în Statele Unite, Union Pacific Railroad, Amtrak

### America de Sud
Materiale media legate de Transportul feroviar în America de Sud la Wikimedia Commons
- Argentina: vezi  Transportul feroviar în Argentina
- Bolivia: vezi Transportul feroviar în Bolivia
- Brazilia: vezi Transportul feroviar în Guiana franceză
- Chile: vezi Transportul feroviar în Chile
- Columbia: vezi Transportul feroviar în Columbia
- Ecuador: vezi Transportul feroviar în Ecuador
- Guiana Franceză: vezi Transporturile în Guiana Franceză
- Guyana: vezi Transporturile în Guyana
- Paraguay: vezi Transportul feroviar în Paraguay
- Peru: vezi Transportul feroviar în Peru
- Surinam: vezi Transporturile în Surinam
- Uruguay: vezi Transportul feroviar în Uruguay
- Venezuela: vezi Transportul feroviar în Venezuela
- Insulele Falkland: vezi Camber Railway pentru fosta rețea de cale ferată

### America Centrală

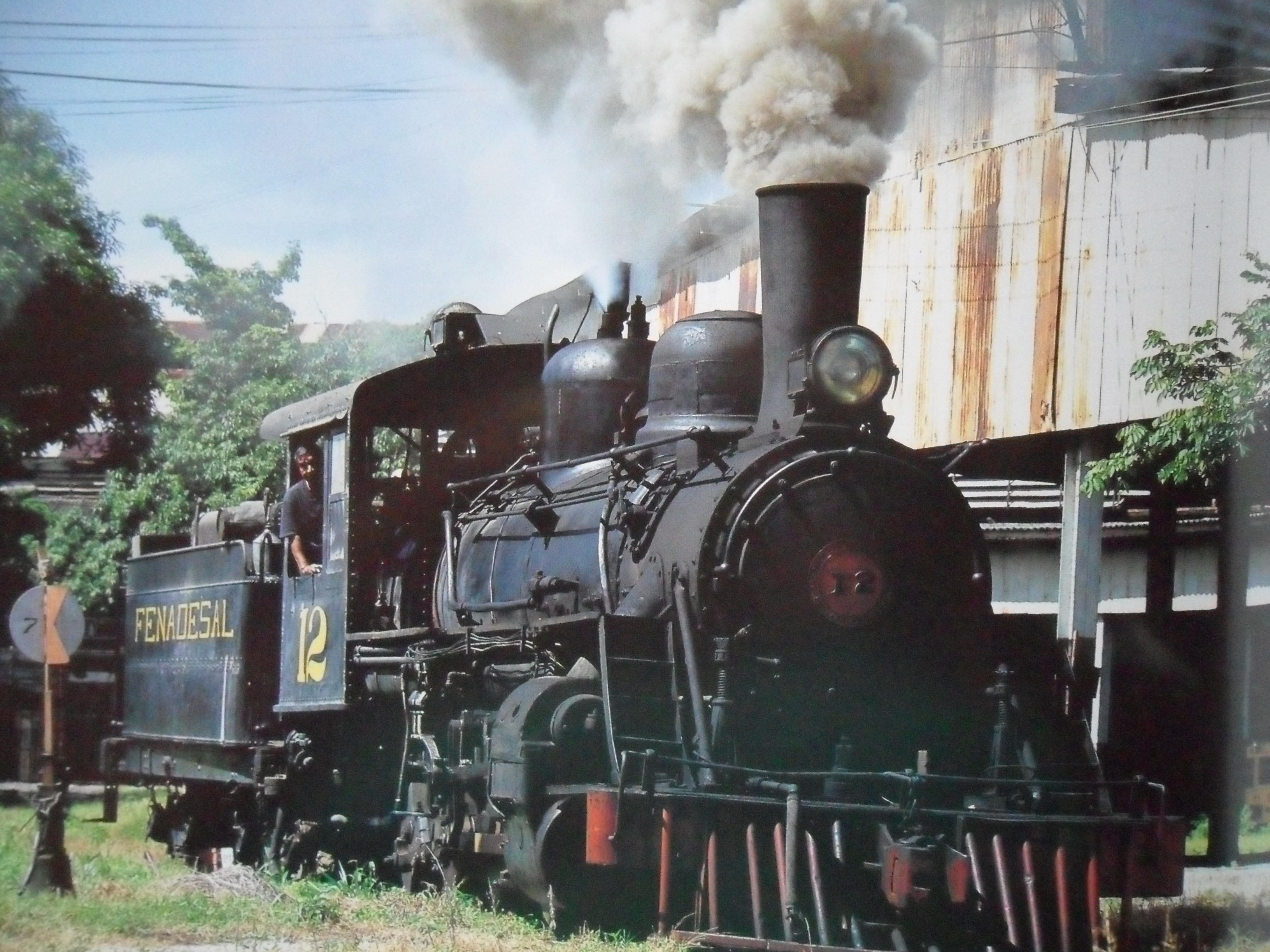
Locomotivă din El Salvador

- Belize: vezi Transportul feroviar în Belize
- Costa Rica: vezi Transportul feroviar în Costa Rica
- El Salvador: vezi Transportul feroviar în El Salvador
- Guatemala: vezi Transportul feroviar în Guatemala
- Honduras: vezi Transportul feroviar în Honduras
- Nicaragua: vezi Transportul feroviar în Nicaragua
- Panama: vezi Transportul feroviar în Panama

### Caraibe

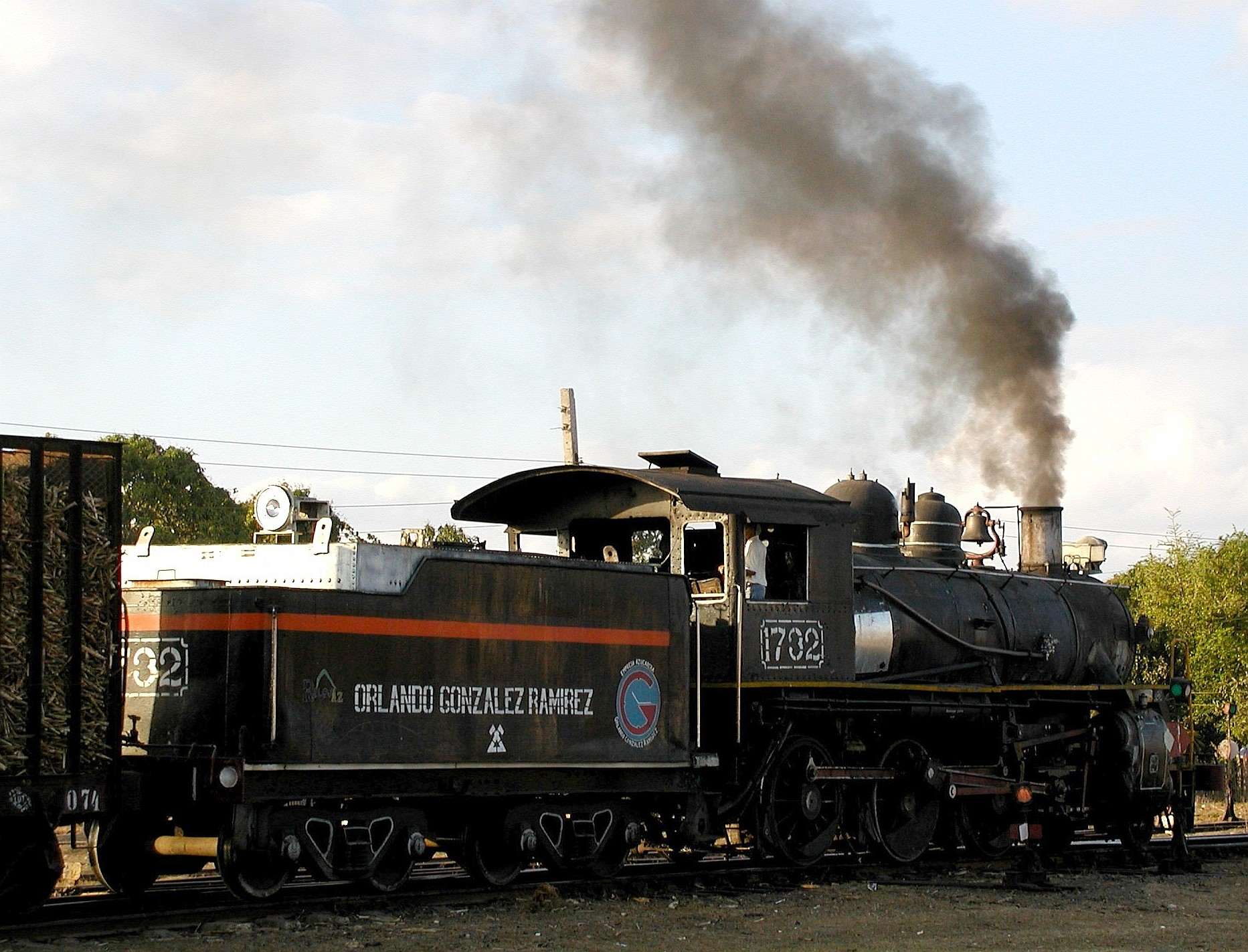
Locomotivă cu aburi, Guayacanes, Cuba

- Antigua și Barbuda: vezi Transportul feroviar în Antigua și Barbuda
- Bahamas: vezi Transportul feroviar în Bahamas
- Barbados: vezi Transportul feroviar în Barbados
- Bermuda: vezi Transportul feroviar în Bermuda  Până la primul război mondial, în Bermuda exista un sistem extins de tramvaie electrice; deținerea automobilelor private era interzisă prin lege.
- Cuba: vezi Transportul feroviar în Cuba
- Dominica: vezi Transportul feroviar în Dominica
- Republica Dominicană: vezi Transportul feroviar în Republica Dominicană
- Grenada: vezi Transportul feroviar în Grenada
- Guyana: vezi Transporturile în Guyana
- Haiti: vezi Transportul feroviar în Haiti
- Jamaica: vezi Transportul feroviar în Jamaica
- Puerto Rico: vezi Transportul feroviar în Puerto Rico
- Sfântul Cristofor și Nevis: vezi Transportul feroviar în Sfântul Cristofor și Nevis
- Sfânta Lucia: vezi Transportul feroviar în Sfânta Lucia
- Sfântul Vicențiu și Grenadinele: vezi Sfântul Vicențiu și Grenadinele
- Trinidad și Tobago: vezi Transporturile în Trinidad și Tobago

## Organizații internaționale
- International Union of Railways (UIC) (franceză: Union Internationale des Chemins de fer) - fondată în 1922, când avea 51 de membri din 29 de țări, inclusiv Japonia și China. În prezent UIC are 194 membri[38] din 5 continente.[39]
- International Union of Public Transport (UITP) (franceză: L’Union internationale des transports publics) - creată la 17 august 1885 de Leopold al II-lea al Belgiei în Bruxelles, Belgia cu scopul de a ajuta industria belgiană a oțelului.[40]. Are  1400 de companii membre din 96 țări, inclusiv companii de metrou,[41] metrou ușor[42][43] tren urban, autobuz[44] și taxi acvatic.[45]
- Association of American Railroads (AAR) - fondată la 12 octombrie 1934, cu sediul în Washington, DC, primul președinte a fost William George Besler[46]